# Gretna Green

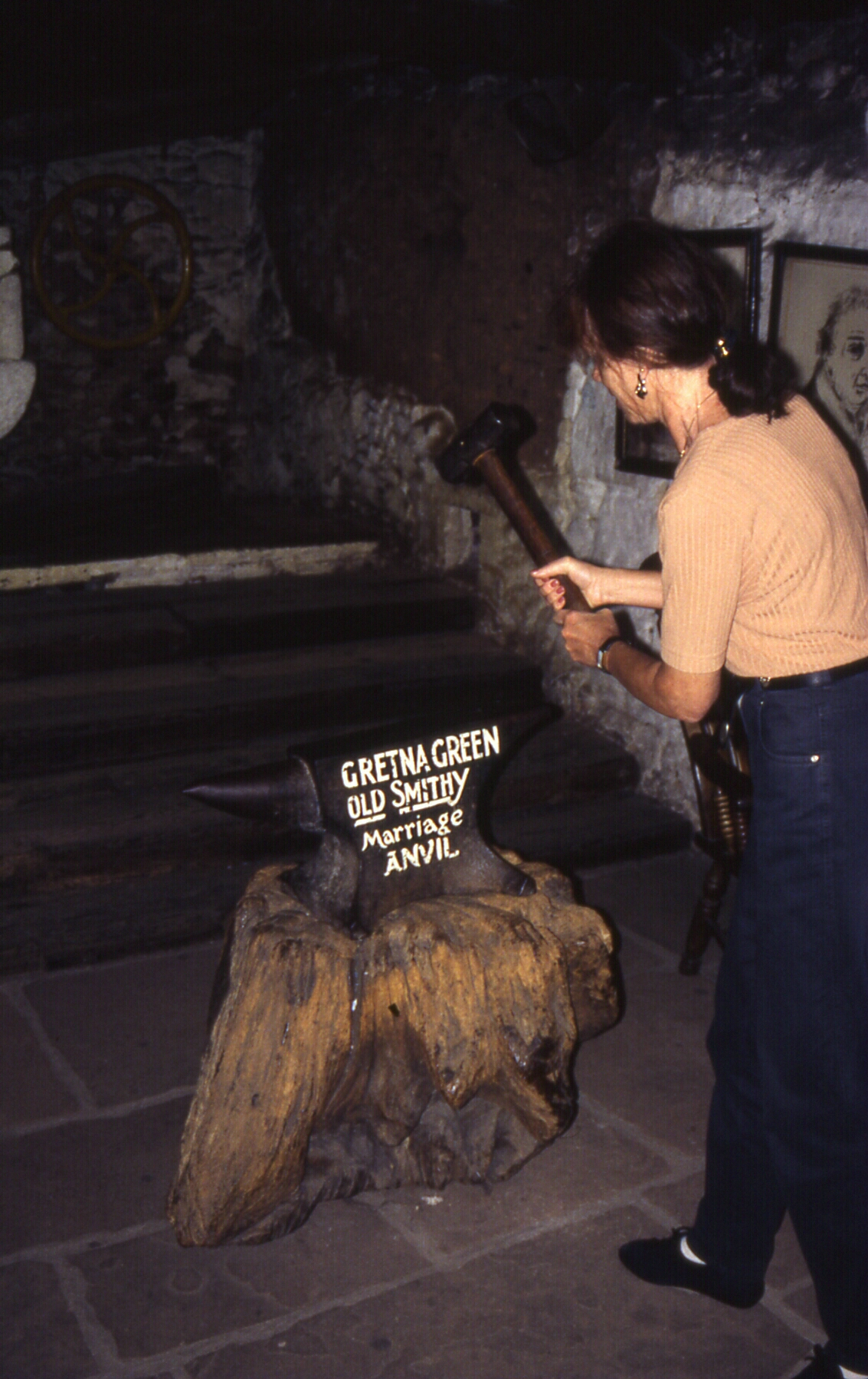
Touristin am Amboss von Gretna Green

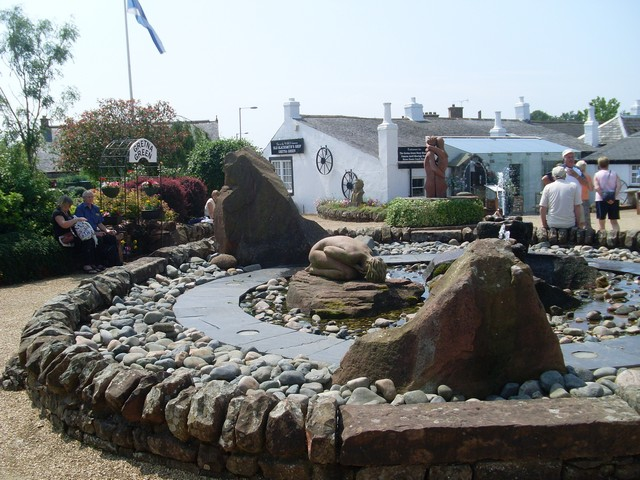
Brunnen in Gretna Green

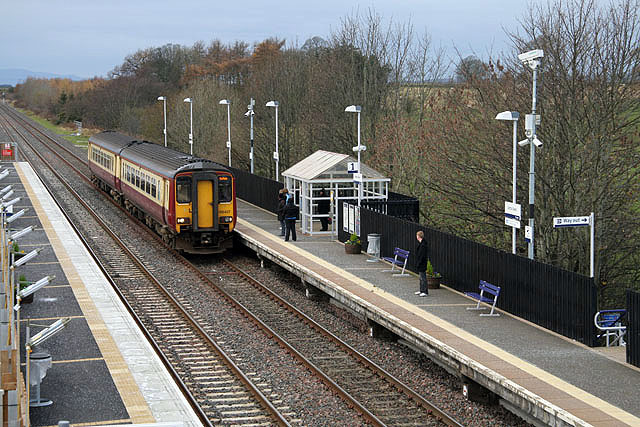
Der Bahnhof von Gretna Green

Gretna Green ist ein Dorf in Südschottland an der Grenze zu England. Es liegt direkt neben der Kleinstadt Gretna. Beide befinden sich 35 km ostsüdöstlich von Dumfries in Dumfries and Galloway dicht an der Mündung des River Esk. Auf der alten Postkutschenroute von London nach Edinburgh war Gretna Green das erste Dorf in Schottland. Heute liegt es sehr dicht an der Autobahn A 74 (M).

## Hochzeiten
Gretna Green gehört zu den bekanntesten und beliebtesten Hochzeitsorten der Welt; jährlich werden dort etwa 5000 Ehen geschlossen. Der Ort wurde über 200 Jahre lang von minderjährigen Paaren aus England, bald aber auch aus Teilen des übrigen Europas zur Hochzeit aufgesucht, weil sie hier ohne Erlaubnis der Erziehungsberechtigten eine Ehe schließen konnten.
Lange Zeit galten in Großbritannien keine festen Regeln zur Schließung einer Ehe. Im Jahr 1753 verabschiedete das britische Parlament den Lord Hardwicke’s Marriage Act, der unter anderem für eine Heirat zwischen Minderjährigen die Einwilligung der Eltern forderte. Dieses Gesetz galt nur für England, nicht aber in Schottland. Dort durften weiterhin Jungen mit 14 und Mädchen mit 12 Jahren eine Ehe ohne elterliche Zustimmung schließen.
Diese Regelung sprach sich schnell herum: Viele minderjährige Paare flohen aus England und das erste Dorf hinter der schottischen Grenze war Gretna Green. Das schottische Gesetz verlangte seinerzeit zu einer Eheschließung lediglich eine Erklärung in Anwesenheit von zwei Zeugen, so dass beinahe jeder zur Abnahme einer Ehezeremonie berechtigt war. In Gretna Green hatte sich der Schmied als Amtsperson für die Eheschließung etabliert. Die Hochzeiten fanden in seiner Schmiede statt, und der Amboss bekam bei den dortigen Trauungen eine besondere Bedeutung. Die Trauungen wurden vor dem Amboss durchgeführt und zum Ende der Zeremonie mit einigen Hammerschlägen auf den Amboss bekräftigt.
Über mehr als 200 Jahre wurden Minderjährige hier getraut. Es kam immer wieder zu dramatischen Szenen, da Väter ihr Kind auf dem Weg verfolgten und versuchten, die Hochzeiten in letzter Minute zu verhindern.
Ab 1856 verlangte das schottische Gesetz, dass die Ehepaare vor der Eheschließung sich mindestens 21 Tage in Schottland aufgehalten haben müssen. Diese Regelung wurde 1977 wieder aufgehoben. 1929 wurde das Mindestalter für eine Eheschließung auf 16 Jahre heraufgesetzt, wobei immer noch keine elterliche Einwilligung verlangt wird.

## Gretna Green heute
Die Schmiede, um das Jahr 1712 gebaut, wurde zum Zentrum dieses Heiratshandels. Sie wurde bereits im Jahr 1887 in eine öffentliche Touristenattraktion umgewandelt. Heute kommen täglich hunderte von Touristen aus dem In- und Ausland nach Gretna Green in die Schmiede, die längst zu einem Museum umgebaut ist. Es gibt eine Ausstellung und drei Trauzimmer, die alle mit einem Amboss versehen sind. Darüber hinaus finden sich hier umfangreiche Souvenirshops und ein Selbstbedienungsrestaurant. Zu den sonst wenigen Häusern Gretna Greens gehört auch ein Hotel.

## Sonstiges
- In ihrem Roman Stolz und Vorurteil erwähnt Jane Austen Gretna Green als mögliches Ziel der flüchtigen minderjährigen Lydia Bennet mit dem Offizier Wickham.
- Auch in Theodor Fontanes Frau Jenny Treibel schlägt Leopold seiner Liebe Corinna vor, insgeheim in Gretna Green zu heiraten. Ebenso wird von Fontane in Der Stechlin Gretna Green als Ort erwähnt, an dem Lilli ihren Hauslehrer heiraten wollte.
- Im deutschen Spielfilm Sieben Ohrfeigen von 1937 heiraten Willy Fritsch und Lilian Harvey als Filmpaar in Gretna Green.
- Die deutsche Produktion Sie heirateten in Gretna Green (1965) dokumentiert die Heiratspläne eines jungen Berliner Paares.
- Die Schlussszene des Spielfilms Balduin, der Ferienschreck von 1967 mit Louis de Funes spielt ebenfalls in Gretna Green, Drehort war allerdings die Gegend um den Puy de Dôme in der Nähe von Clermont-Ferrand.[2]
- Cliff Richard veröffentlichte 1970 den in deutscher Sprache aufgenommenen Song Kein Zug nach Gretna Green.[3]
- 1975 veröffentlichte Joana als Abgesang auf eine missglückte Beziehung den Song Und mit Dir wollt’ ich mal nach Gretna Green.
- Der spätere deutsche Außenminister Joschka Fischer heiratete 1967 seine erste Frau in Gretna Green.
- Die damals sechzehnjährige deutsche Schauspielerin Susanne Uhlen heiratete 1971 in Gretna Green. Die Ehe wurde kurze Zeit später annulliert.
- In dem 2012 erschienenen Film „Rosamunde Pilcher – Ungezügelt ins Glück“ ist Gretna Green der Hochzeitsort einer Scheinehe.
- In der Folge 7 der 2. Staffel der Serie Downton Abbey will Lady Sybil (Jessica Brown Findlay) den Chauffeur Branson (Allan Leech) in Gretna Green heimlich heiraten.[4]
- In der Netflix-Serie Bridgerton (Staffel 1; Folge 6) möchte Colin Bridgerton zunächst mit Marina Thompson durchbrennen und in Gretna Green schnell heiraten.

## Persönlichkeiten
- Pat Heywood (1931–2024), Schauspielerin